# 漫画家
漫画家（まんがか）は、漫画作品を描く人および職業。1コマの風刺漫画・4コマ漫画・1話完結型漫画・長編ストーリー漫画などの絵を描く制作者が漫画家と呼ばれ、分類されている。日本漫画家協会は英名が「JAPAN CARTOONISTS ASSOCIATION」であり、漫画家の英称を「カトゥーニスト」（cartoonist）としている。他にコミック・アーティスト（comic artist）とも呼称される。
なお日本では「漫画家」は世界各国の漫画家も含めるが、日本国外では日本語の「Manga（マンガ）」と言うと日本の漫画を指しているので結果として「Mangaka（マンガカ）」や「Manga-Artist（マンガ・アーティスト）」は「Japanese Cartoonist」や「Japanese Comic Artist」同様に日本の漫画家を指す。

## 概要
漫画家は単独で仕事をしている場合と、分業で仕事をしている場合がある。
比較的単純な漫画（たとえば日本における一コマ漫画や4コマ漫画、欧米におけるコミック・ストリップ）の場合、漫画の制作は概ね1人の漫画家によって行われるが、ストーリー性のある複雑な長編漫画などの場合、全て1人でやっている場合もあるが分業で複数名でやっている場合も多い。また、出版社も漫画制作に大きく関わっている場合が多く、作品の募集や企画を立ち上げたり、ストーリー設定など作品内容に関わったり、絵描き補助・色塗りなどのアシスタントを手配したりする。長編漫画の制作過程は、プロットの作成、ネームの作成、下書き、ペン入れ、（カラー作品の場合は）彩色、というように様々な作業工程を経るが、それらを独りでやる場合も複数で分業する場合もある。
日本におけるストーリー漫画の場合、多くはこれらの作業を全て1人の漫画家が担当する。とはいえ、実際にはアシスタントを雇い補助的な仕事をさせたり、出版社の編集者が制作に深く関与したり、漫画家名義が複数の漫画家で構成されていることは多い。（ただし最終的に作品の責任を負うのは著者である漫画家1人、という形をとる。）
漫画家の分業方式はいくつか方式があるが、ひとつは原案・原作者が企画・ストーリー・脚本を（文字で）考え、漫画家の方はもっぱら絵を描く、という分業方式である（「脚本担当」と「作画担当」とも）。脚本のみを創作する者は漫画原作者という立場になり、漫画家とともに作品の著作権者となる。なお、原作者が関与するのが初期にとどまり後は作画担当者が独自に筆を進め発表するケースもあり（例：あしたのジョー等）、後に権利関係で揉める事案もある（例：キャンディ・キャンディ等）。
漫画家の中には、自らプロダクションを立ち上げて本格的に法人化し、法人内で複数の漫画家が分業して作品制作に当たる体制をとっている場合もある（さいとう・たかを：さいとう・プロダクション、永井豪：ダイナミックプロ等）。ウェブトゥーンではこのようなスタジオ制が多い。このような分業の場合、個人名とチーム・スタジオ名を併記することも増えている。
チャールズ・M・シュルツや弐瓶勉のようにアシスタントを使わないスタイルもある。
他の職業と比べると引退したのかどうかが曖昧になりやすく、長期に亘って新作を発表していなかった漫画家でも突然新作を発表することがあるため、引退したことを明言している場合を除いて、引退したかどうかの判断が難しい。ただし、岡崎京子のように今後、漫画家として活動できる見込みがない状態の者や、10年以上も新作を発表していなかった漫画家は本格的に活動を再開することは稀であるため、事実上引退したと言える。一方で、引退を明言している漫画家であっても、現役時代に発表した作品の再販などでイラストを描き下ろすこともある。
一部の歌手など、有名人の中には素顔を公表していない者もいるが、漫画家は知名度の高い者でも素顔を公表していない場合が少なくなく、過去に素顔を公表していた者でも途中から非公開に切り替える場合もある。漫画家のさくらももこは2018年に死去したが、葬儀に使用された遺影は自画像であった。
公的な証明ではないが、日本漫画家協会では会員に写真入りの身分証を発行しており、これを漫画家の証明としている。

## アメリカン・コミックス
アメリカン・コミックスにおいては、大手の漫画出版社による漫画作品の場合、ライター（スクリプト）、ペンシラー（下書き）、インカー（ペン入れ）、カラーリスト（彩色）、レタラー（描き文字）のように工程ごとに担当者が別れて作業が行われ、彼らを総称してコミック・クリエイター（コミック・ブック・クリエイターとも）と呼ぶ。アメリカンコミックスの大手出版社の場合、伝統的に作品の著作権を出版社が保有する（別項参照）。小出版社やインディペンデント系の出版社では、日本と同様に1人の人物が作品を担当し、大手のものと比べて作家性の強い作品を制作する場合もある。コミック・クリエイターのうち日本語の漫画家にあたる作画を担当するものはコミック・アーティスト（コミック・ブック・アーティストとも）と呼ばれ、カートゥーンやコミック・ストリップなどの比較的簡素な漫画の制作者も含めてカトゥーニストとも呼ばれている。

## バンド・デシネ
バンド・デシネにおいては、長編の漫画作品においても全ての作業を1人で行うか、シナリオと作画、場合によっては彩色を担当するものに別れて2、3人程度で制作を行うのが一般的である。フランス語圏では漫画家はデシナトゥール・ド・バンド・デシネ（バンドデシネの画家）やオトゥール・ド・バンド・デシネ（バンドデシネの著者）のように言い表され、「漫画家」「コミック・アーティスト」「カトゥーニスト」のように特有の名詞で表すことはされない。

## 漫画家の職業病
漫画家やアシスタントは長時間座って作画作業を行う典型的な座業であり、その作業上利き腕や目を酷使するため、職業病として腰痛・腱鞘炎・書痙・近視などを発症する者が少なくない。また、多忙などから治療を疎かにした場合などには往々に深刻な状態に陥り、これら（特に腰痛）によって長期休業を余儀なくされたり、最悪の場合には引退（廃業）に追い込まれる者もいる。長時間のデスクワークでの運動不足かつネームや締め切りのストレス、不規則な睡眠時間や食生活等に陥る漫画家・アシスタントも多く、中年で過労死・突然死する短命な漫画家もいることからもわかるように、不健康な生活習慣になりがちな職業でもある。また、吾妻ひでお、鴨川つばめ、桜玉吉、山田花子、ねこぢる、田中圭一など、精神的な病を抱える者もいる。
週刊連載では漫画家・アシスタントだけでなく、編集業務を行う編集者も多忙を極める職業で、集英社入社以来週刊少年ジャンプ編集部7代目編集長・高橋俊昌が2003年に東京湾内の船上で行われていた同誌『ONE PIECE』のアニメ映画『ONE PIECE THE MOVIE デッドエンドの冒険』の製作発表会見の席でクモ膜下出血を発症して倒れ、突然死した例もある。